# 케랄라 학파
케랄라 학파(Kerala school)는 중세 말기 인도의 타누르 왕국 케랄라 사람 이린나타필리 마드하반 남푸티리가 창시한 수학 및 천문학 학파다. 주요 소속 학자로 바타세리 파라메시바라 남부디리, 닐라칸타 소마야지, 제하데바, 아츄타 피샤라디, 멜파투르 나라야나 바타티리 등이 있다. 케랄라 학파는 14세기에서 16세기 사이에 번창하다가, 17세기의 나라야나 바타티리 이후로는 독창적 발견이 끊어졌다.
케랄라 학파는 천문학 문제들을 해결하기 위해 시도하는 과정에서 삼각함수의 급수전개를 비롯한 여러 가지 중요한 수학 개념들을 독립적으로 발견했다. 이런 내용들은 산스크리트어로 쓰인 『탄트라 상그라하』(1501년경)에 처음 언급되지만 이 책에는 증명이 없었다. 증명은 제하데바가 말레이어로 쓴 『육티바사』(1530년경)에서 제시되었다.
서양에서 미적분학이 발명되기 두 세기 전에 이루어진 케랄라 학파의 작업은 수학사상 최초로 멱급수를 사용한 사례로 인정되고 있다.:173 그러나 케랄라 학파는 미분과 적분의 체계적 이론으로까지는 나아가지 못했고, 그들의 업적이 케랄라 바깥에 전파되어 유의미한 영향을 남겼다는 증거도 없다.:12:293:562:173–174

## 같이 보기
- 수학사